# Смородина восточная
Сморо́дина восто́чная (лат. Ribes orientale) — кустарник, вид растений рода Смородина (Ribes) семейства Крыжовниковые (Grossulariaceae).

## Ареал
Растёт по всему Кавказу (Дагестан, Армения, Азербайджан, Грузия), а также в Афганистане, Иране, Ираке, Ливане, Сирии, Турции, Китае, Бутане, Индии, Непале, Пакистане и на юго-востоке Европы (в Греции).

## Ботаническое описание
Двудомный листопадный кустарник высотой 0,5—2 м, с крепкими побегами без колючек. Все части растения опушённые и железистые. Почки красновато-коричневые, яйцевидные или продолговатые, длиной 5—6 мм.
Листья почковидные или округлые в очертании, 3—5-лопастные, с усечённым или слегка сердцевидным основанием, на черешках длиной 1—2 см. Центральная лопасть почти равна по длине боковым. Край листовой пластинки зубчатый или двоякозубчатый.
Цветёт в апреле—мае. Цветочные кисти прямостоячие, мужские длиной до 5 см с 15—30 цветками, женские более короткие (до 3 см), с 5—15 цветками. Цветки пурпурные или пурпурно-коричневые.
Плоды — красные или пурпурные шаровидные ягоды диаметром 7—9 мм. Созревают в июле—августе.